# Quách Lạc La
Quách Lạc La (giản thể: 郭络罗; phồn thể: 郭絡羅, phiên âm tiếng Mãn: Gorolo Hala) còn được dịch là Quách La La (郭啰罗), Quách Nhĩ La (郭尔罗), Quách Bác La (郭博罗) hay Quách Bố La (郭布罗) là một dòng họ của người Mãn Châu.

## Khái lược
Trước khi Hậu Kim thành lập, Quách Lạc La thị phân tán ở các vùng như Triêm Hà (nay là lưu vực sông Sông Dương thuộc Cát Lâm), Mã Sát (nay là lưu vực sông Hồn thuộc Cát Lâm) hay Nột Ân (nay là Phủ Tùng thuộc Cát Lâm). Về sau, tộc Đạt Oát Nhĩ (Ta–hua, một dân tộc ở Hắc Long Giang) đã bắt đầu sử dụng họ này. Một học giả người Nga là S.M.Shirokogoroff đã trình bày nghiên cứu của mình trong "Tổ chức xã hội Mãn tộc" rằng Quách Lạc La thị trong tiếng Mãn nghĩa là "móc câu", "khom người" hoặc "phóng túng. "Hoàng triều thông chí" do Lưu Dung biên soạn vào thời Càn Long nhận định rằng Quách Lạc La thị cũng giống với các họ Mãn khác, đều lấy địa danh làm họ.
Ngoại trừ có nguồn gốc là một họ của người Mãn, Quách Lạc La thị còn có nguồn gốc từ họ của người Tích Bá tộc. Từ xưa, trong Tích Bá tộc đã có họ Quách Lạc La thị, là cùng nguyên cùng tổ với Quách Lạc La thị của người Mãn (căn cứ theo Tích Bá tộc vốn thuộc 64 bộ của nhà Thanh, thuộc vào Tích Bá bộ của Hải Tây Nữ Chân, sau khi nhà Thanh thành lập thì tách ra thành Tích Bá tộc).
Sau khi nhà Thanh sụp đổ, người họ Quách Lạc La thị phần lớn đổi thành họ Quách thị hay Cao thị.

## Nhân vật đáng chú ý

### Quan nhà Thanh
- Tam Quan Bảo (三官保), làm đến chức Thị lang.[4]
  - Đạo Bảo (道保), làm đến chức Phó Đô thống.
  - Đa Phổ Khố (多普库), nhậm chức Tá lĩnh.
  - Đặc Phổ Khố (特普库), nhậm chức Tá lĩnh.
  - Ngạc Phổ Khố (鄂普库), làm đến chức Lang trung.[5]

### Ngạch phò nhà Thanh
- Dương Thư (揚書), thủ lĩnh Tô Khắc Tố Hộ Hà bộ, Hòa Thạc Ngạch phò của nhà Thanh, chồng của Hòa Thạc Công chúa – em gái cùng mẹ của Nỗ Nhĩ Cáp Xích.
  - Đạt Nhĩ Hán, Hòa Thạc Ngạch phò, chồng của Nộn Triết Cách cách – con gái của Nỗ Nhĩ Cáp Xích, là một tướng lĩnh của Hậu Kim, làm đến chức Đô thống, được phong Nhất đẳng Tử, nhưng vì phạm luật mà bị cách chức cách tước.
- Minh Thượng (明尚), Hòa Thạc Ngạch phò, chồng của Quận chúa – con gái thứ bảy của An Thân vương Nhạc Lạc.

### Phi tần nhà Thanh
- Con gái của Tam Quan Bảo, Nghi phi của Khang Hi Đế. Sinh ba người con trai là Dận Kì, Dận Đường, Dận Tư.
- Em gái của Nghi phi, Quý nhân Quách Lạc La thị của Khang Hi Đế. Sinh một trai một gái là Dận Vũ và Cố Luân Khác Tĩnh Công chúa.

### Phúc tấn nhà Thanh
| Tước vị       | Chồng                                                            | Cha                                 |
| ------------- | ---------------------------------------------------------------- | ----------------------------------- |
| Đích Phúc tấn | Quảng Lược Bối lặc Chử Anh.                                      | Thường Thư (常舒)                   |
| Kế Phúc tấn   | Trấn quốc Khác Hi công Ba Bố Thái                                | Dương Thụy (杨瑞)                   |
| Kế Phu nhân   | Trấn quốc Tướng quân Đức Minh – con trai thứ hai của Thường Thư. | Vực thủ úy Ngõa Nhĩ Đạt (瓦尔达)    |
| Đích Phúc tấn | Liêm Thân vương Dận Tự                                           | Hòa Thạc Ngạch phò Minh Thượng      |
| Dắng thiếp    | Phụ quốc công Dận Ngã                                            | Viên ngoại lang Vĩnh Bảo (永保)     |
| Đích Phúc tấn | Trang Khác Thân vương Dận Lộc                                    | Tam phẩm quan Năng Đặc (能特)       |
| Đích Phúc tấn | Cố sơn Bối tử Hoằng Lung – con trai trưởng của Dận Hỗ.           | Bút thiếp thức Đức Khố Nạp (德库纳) |

### Khác
- Trắc Phúc tấn của Thị lang Hoàn Nhan La Sát, sinh một con gái của Đích Phúc tấn của Tuân Cần Quận vương Dận Trinh – con trai thứ mười bốn của Khang Hi.